# Czternaście plus jeden
Czternaście plus jeden (ang. straight pool, spotyka się również zapis 14.1) – to odmiana bilardu, w której biorą udział dwie osoby lub dwie drużyny. Jako sport jest bardzo popularny w Stanach Zjednoczonych oraz w niektórych krajach Azji – np. w Japonii lub na Filipinach.

## Sprzęt potrzebny do gry
- stół

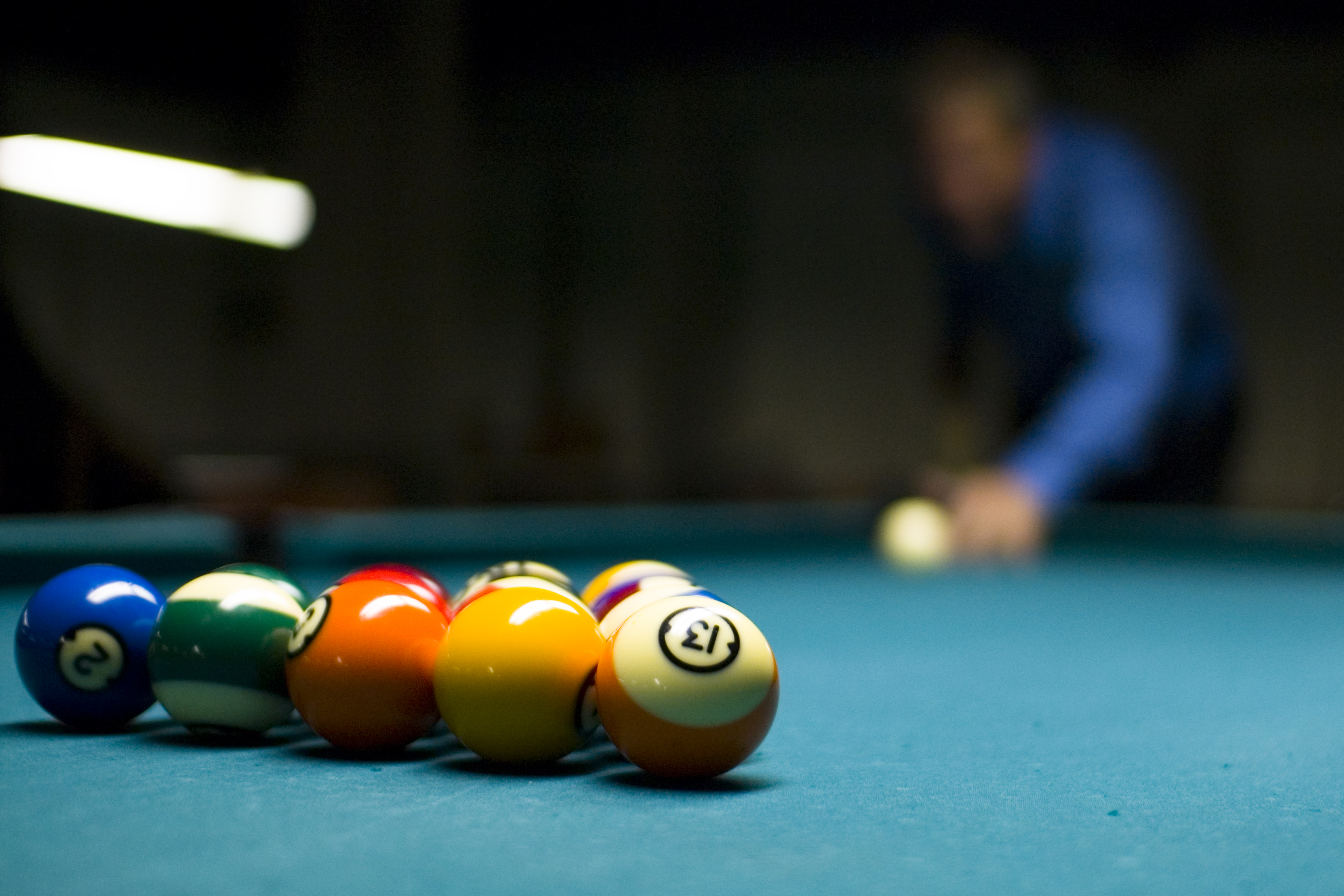
Początek gry – gracz rozbija bile ułożone w trójkąt

- piętnaście bil ponumerowanych od 1 do 15 oraz jedna biała bila rozgrywająca
- kije bilardowe

## Zasady
Odmiennie jak w ósemce czy dziewiątce, numery bil nie mają żadnego znaczenia; można wbijać bile w dowolnej kolejności. Jednak przed każdym wbiciem gracz musi zadeklarować bilę oraz łuzę, do której ma ona wpaść. Za każde celne wbicie wybranej bili do zadeklarowanej łuzy gracz otrzymuje 1 punkt.
Kiedy czternaście bil zostaje wbitych (na stole pozostaje jedna bila), bile te wracają na stół ułożone w trójkącie tak, że jego szczyt pozostaje wolny. Piętnasta bila pozostaje na swoim miejscu – gracz dąży do wbicia jej i poprowadzenia bili białej w taki sposób, aby ta rozbiła bile w trójkącie. W ten sposób teoretycznie można grać w nieskończoność, jednak najczęściej gra się do ustalonej wcześniej liczby punktów; najczęściej jest to 25 bądź 50 (mecze na profesjonalnych turniejach są rozgrywane do 100 bądź 150 punktów).
Faul następuje wtedy, kiedy:
- zawodnik nie uderzy białą bilą w żadną inną bilę;
- zawodnik wbije białą bilę do łuzy;
- jakakolwiek bila wypadnie poza stół.

Każdy faul jest karany odjęciem jednego punktu. Jeśli bila biała wpada do łuzy lub wypada poza stół zawodnik dochodzący do stołu ustawia bilę białą w obrębie pola bazy, a po jego strzale bila biała musi to pole opuścić. Kiedy gracz zaliczy w sumie trzy faule z rzędu, odejmuje się mu 15 punktów (tzw. zasada trzech fauli), a bile ustawiane są na nowo w trójkącie. Zawodnik faulujący dokonuje rozbicia zgodnie z zasadami dla strzału otwierającego. W czternaście plus jeden mogą występować także punkty ujemne, tj. kiedy np. gracz mający 0 punktów zaliczy faul, otrzymuje minus 1 punkt.
Przy rozbiciu, czyli strzale otwierającym obowiązuje zasada deklaracji bili i łuzy. Z tego powodu rzadko spotyka się mocny strzał z próbą wbicia bili do łuzy. Strzał otwierający ma najczęściej charakter zagrania taktycznego, mającego na celu uniemożliwienie lub utrudnienie przeciwnikowi wbicia
bili. Przy strzale otwierającym obowiązują szczególne zasady. Aby rozbicie było prawidłowe przynajmniej dwie bile z trójkąta oraz bila biała muszą dotknąć bandy. Jeśli tak się nie stanie, zawodnik jest karany odjęciem dwóch punktów, a do przeciwnika należy decyzja – może zaakceptować zaistniałą sytuację i wykonać zagranie lub nakazać ponowne ustawienie bil i rozbicie przeciwnikowi. Może on taką decyzję podejmować tak długo, jak długo przeciwnik rozbija nieprawidłowo, jednak przepis
o trzech kolejnych faulach nie ma w tym przypadku zastosowania. Jeśli przy prawidłowym rozbiciu bila biała wpadnie do łuzy, to jest to zwykły faul, karany odjęciem jednego punktu, wliczany do trzech fauli, jednak przeciwnik nie ma w tym przypadku prawa nakazać powtórnego rozbicia – musi zagrać z pola bazy.